# 倭小鮨
倭小鮨（Serraniculus pumilio），為輻鰭魚綱鱸形目鱸亞目鮨科的其中一種。